# Osojni Orah
Osojni Orah este un sat din comuna Plužine, Muntenegru. Conform datelor de la recensământul din 2003, localitatea are 65 de locuitori (la recensământul din 1991 erau 77 de locuitori).

## Demografie
În satul Osojni Orah locuiesc 49 de persoane adulte, iar vârsta medie a populației este de 40,7 de ani (39,8 la bărbați și 41,7 la femei). În localitate sunt 17 gospodării, iar numărul mediu de membri în gospodărie este de 3,82.
Această localitate este populată majoritar de sârbi (conform recensământului din 2003).
|  |

| Demografie | Demografie | Demografie |
| An         | Locuitori  | Locuitori  |
| ---------- | ---------- | ---------- |
|            |            |            |
|            |            |            |
|            |            |            |
|            |            |            |
| 1948       | 116        |            |
| 1953       | 128        |            |
| 1961       | 143        |            |
| 1971       | 131        |            |
| 1981       | 103        |            |
| 1991       | 77         | 73         |
| 2003       | 65         | 65         |

| \| Componența etnică conform recensământului din 2003[2] \| Componența etnică conform recensământului din 2003[2] \| Componența etnică conform recensământului din 2003[2] \| Componența etnică conform recensământului din 2003[2] \| Componența etnică conform recensământului din 2003[2] \| \| ----------------------------------------------------- \| ----------------------------------------------------- \| ----------------------------------------------------- \| ----------------------------------------------------- \| ----------------------------------------------------- \| \| \| \| \| \| \| \| Sârbi \| Sârbi \| \| 46 \| 70,76% \| \| Muntenegreni \| Muntenegreni \| \| 7 \| 10,76% \| \| necunoscută \| necunoscută \| \| 0 \| 0% \| |              |  |    |        |
| Componența etnică conform recensământului din 2003 |              |  |    |        |
| |              |  |    |        |
| Sârbi | Sârbi        |  | 46 | 70,76% |
| Muntenegreni | Muntenegreni |  | 7  | 10,76% |
| necunoscută | necunoscută  |  | 0  | 0%     |